# Marcel Lang
Marcel Lang (geboren 13. Juni 1956 in Basel; gestorben 27. Juni 2009 ebenda) war ein Schweizer Chasan (Kantor) und Sänger in der Stimmlage Tenor.

## Leben
Marcel Lang ist in Basel in einer Familie aufgewachsen, in der die ostjüdische Chasanut (Kantorenkunst) gepflegt wurde. Nach einer kaufmännischen Erstausbildung studierte er Gesang bei Kurt Widmer und Hans Riediker an der Musik-Akademie der Stadt Basel und dem angeschlossenen Opernstudio. Auf den Lehrdiplom-Abschluss in Gesang folgte zusätzlich ein Studium am Zürcher Institut für Angewandte Psychologie. Als diplomierter Psychologe hat Marcel Lang Unternehmen beraten und Klienten begleitet. An der Musikakademie Basel war er psychologischer Berater und hat an der Hochschule für Musik in Basel psychologische Pädagogik unterrichtet.
Als Kantor wirkte Lang ab den späten siebziger Jahren in der Israelitischen Cultusgemeinde Zürich (ICZ) und in diversen kleinen Synagogen. 1982 bis 1991 war er Oberkantor der Israelitischen Gemeinde Basel (IGB). Als ständiger Gastkantor war er danach in der Jüdischen Gemeinde Düsseldorf tätig, bis er 2004 in die Israelitische Cultusgemeinde Zürich zurückkehrte. Daneben widmete sich Lang der Konzert- und der Lehrtätigkeit. Er trat sowohl als Solointerpret synagogaler Musik und jiddischer Lieder als auch als Sänger klassischer Lieder, Opern und Oratorien auf. Seine Konzerte führten ihn in alle Teile Europas sowie nach Nordamerika, Australien und Israel. Er produzierte verschiedene CDs mit Aufnahmen jiddischer Lieder und synagogaler Musik in Begleitung von Chor, Klavier, Kammerensembles und Klezmer-Bands. Als Lehrer bereitete er während über 30 Jahren Schüler auf ihre Bar Mizwa vor. Als fundierter Kenner des jüdischen Gesangs, des Vorbetens und der Liturgie, hat er Gruppen und Einzelpersonen unterrichtet, beraten und begleitet. So war er unter anderem an der Hochschule für Jüdische Studien in Heidelberg als Lehrbeauftragter für Chasanut tätig und hat ab 1999 Mitglieder des jüdisch-pluralistischen Basler Vereins «Ofek» in die liturgische Gestaltung des Vorbetens eingeführt. Sein Fachwissen über die aschkenasische Gesangskultur und das jiddische Liedgut vermittelte er auch auf zahlreichen Vortragsreisen.
Durch sein Wissen und seine Liebe sowohl zum orthodoxen als auch zum liberalen Judentum fühlte sich Marcel Lang zeitlebens in den verschiedenen jüdischen Strömungen daheim. Dies zeigte er als Kantor in den Einheitsgemeinden IGB und ICZ, die mit einem heterogenen Mitgliederspektrum konfrontiert sind, oder in der Jüdischen Gemeinde Düsseldorf, in die viele Juden aus der ehemaligen Sowjetunion zugewandert sind, die keine jüdische Erziehung genossen haben. Engagiert hat sich Marcel Lang auch im interreligiösen Dialog. Er führte viele Jugendliche im Rahmen der Konfirmationsvorbereitung in das Judentum ein und stellte die jüdische Religionspraxis in Basler Synagogenführungen und in Vorträgen in der ganzen Deutschschweiz vor.

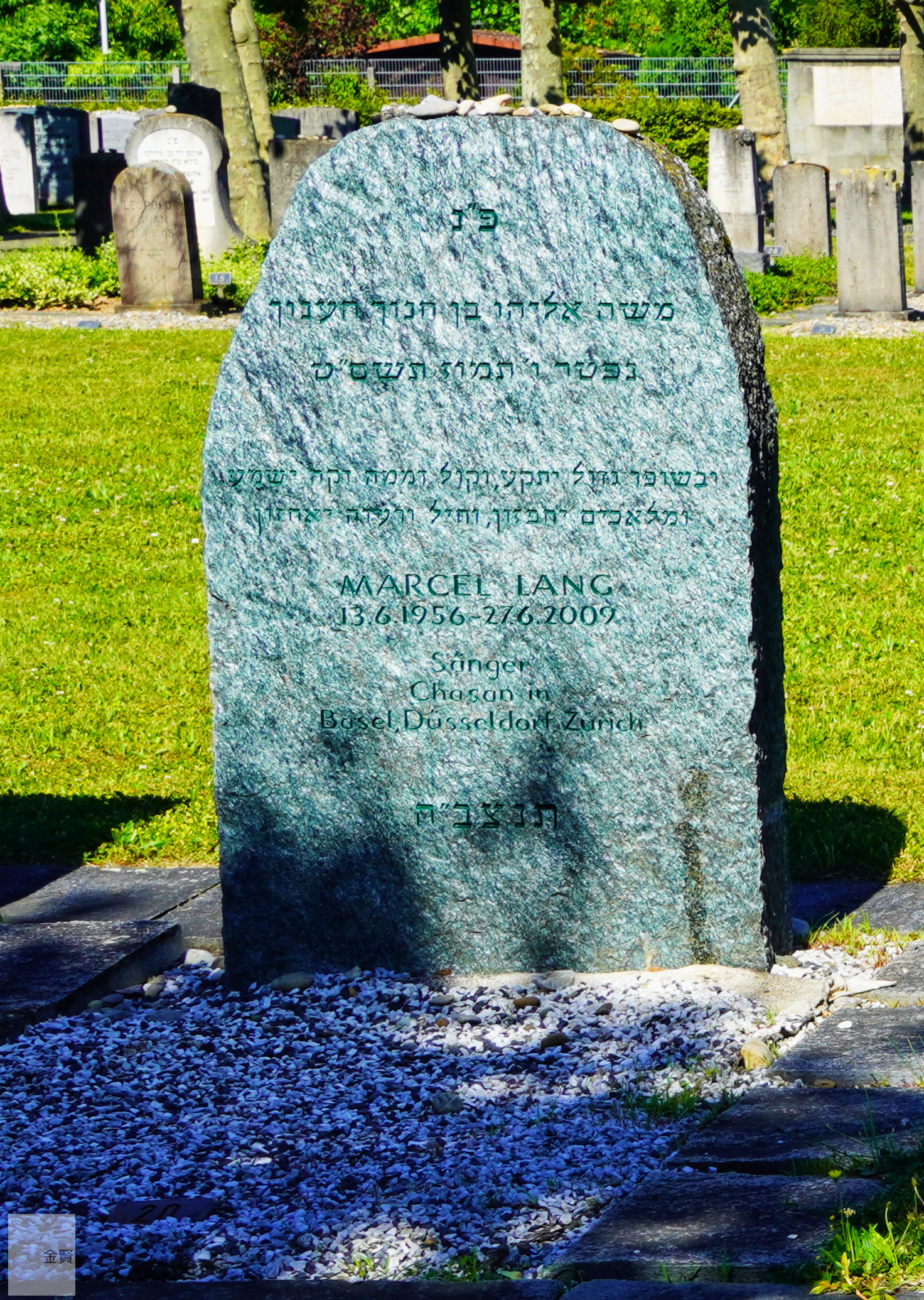
Grabstein Marcel Land auf dem Israelitischen Friedhof Basel

Sein Grab befindet sich auf dem Friedhof der Israelitischen Gemeinde Basel.

## CD-Produktionen
- Ki wi jirbu jamecha – Gesänge der Synagoge (mit Chor)
- Kol demamah dakah (synagogale und chassidische Duette; gemeinsam mit Michael Goldberger)
- Majn Schtejtele Bels (Schabbat-Gesänge und jiddische Lieder)
- Lieder jüdischer Avantgardisten der zwanziger Jahre
- Lechajim (zusammen mit der Klezmerband Bait Jaffe)
- Sing! – Gedenkst? (zusammen mit der Klezmerband Bait Jaffe)
- Sch'ma Kolenu (synagogale Gesänge mit dem Synagogenchor Zürich)
- Semirot Michal (Tischgesänge für Schabbat)